# وينتر مومبا
وينتر مومبا (بالإنجليزية: Winter Mumba)‏ هو لاعب كرة قدم زامبي في مركز الدفاع، ولد في القرن العشرين، وتوفي في 27 أبريل 1993 في ليبرفيل في الغابون. شارك مع منتخب زامبيا لكرة القدم.

## وصلات خارجية
- وينتر مومبا على موقع ناشيونال فوتبول تيمز (الإنجليزية)